# Val Camonica

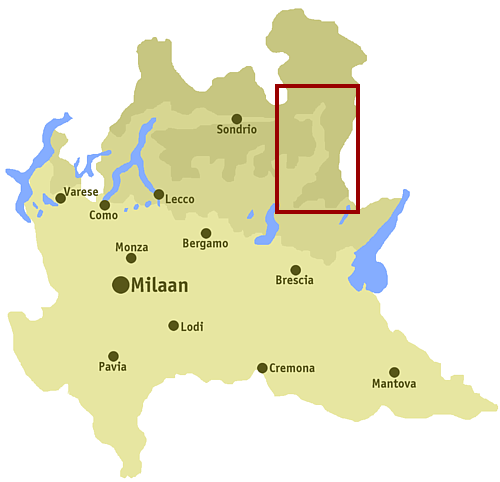
Stanowisko Val Camonica w Lombardii

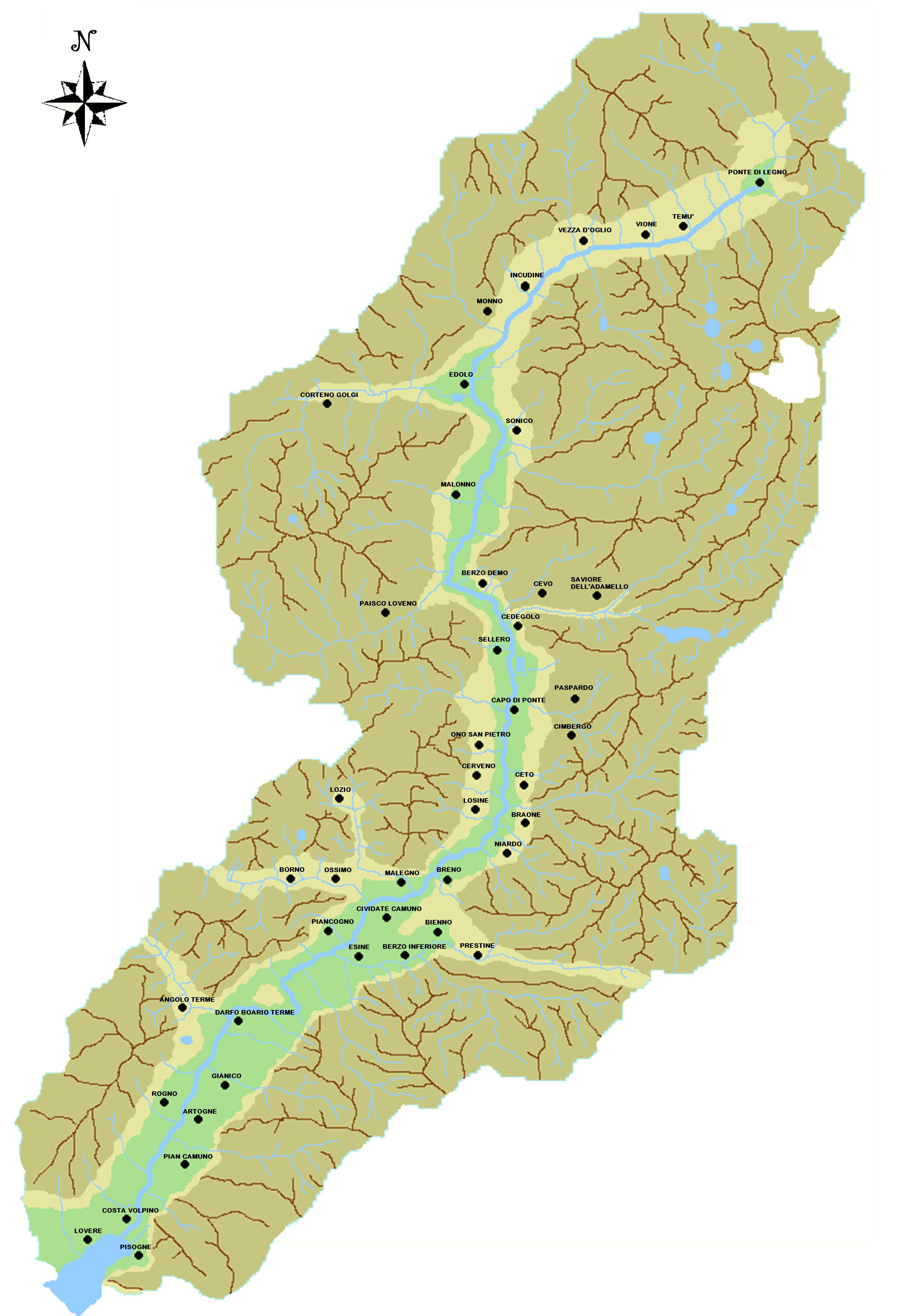
Valle Camonica

Val Camonica (także Valcamonica) – jedna z największych dolin środkowych Alp, we wschodniej części Lombardii, około 90 km długości. Zaczyna się od przełęczy Tonale, na 1883 m n.p.m. a kończy na Corna Trentapassi w comune z Pisogne, w pobliżu jeziora Iseo. Ma powierzchnię około 1335 km² i 118 323 mieszkańców.
Dolina ciągnie się w całej swojej długości od rzeki Oglio, która rozpoczyna się w Ponte di Legno i kończy się w jeziorze Sebino między Pisogne i Costa Volpino.
Valle Camonica wywodzi swoją nazwę od łacińskiego Vallis Camunnorum, co oznacza „Dolina Camunni”, nazwa, którą Rzymianie określali mieszkańców (dziś nazywane są Camuni).
Prawie wszystkie doliny znajdują się w administracyjnym terytorium prowincji Brescia, z wyłączeniem Lovere, Rogno, Costa Volpino i Val di Scalve, które są częściami prowincji Bergamo.
W XVI wieku w Val Camonice miejsce miały słynne polowania na czarownice. Na stosach spłonęło wtedy kilkadziesiąt osób.